# سفارة جمهورية المكسيك في المغرب
سفارة جمهورية المكسيك في المغرب هي المؤسسة المسؤولة عن التمثيل الدبلوماسي لجمهورية المكسيك في المملكة المغربية، كما تضطلع السفارة بالمهام الدبلوماسيّة والشؤون القنصليّة لدولة المكسيك في عدد من الدول الأفريقية الأخرى وهي مالي وغينيا بيساو وساحل العاج والسنغال.
يقع مقر سفارة جمهورية المكسيك في المغرب في فيلا رقم 2ب في القطاع 22 من شارع عبد الرحيم بوعبيد في مدينة الرباط، وتهدف سفارة جمهورية المكسيك في المغرب لتعزيز المصالح المكسيكية في المغرب وتحقيق التعاون المُشترك بين البلدين. وتشغل السفيرة مابيل ديل بيلار غوميز أوليفر في الوقت الحالي منصب سفيرة جمهورية المكسيك في المملكة المغربية بدءًا من 15 نوفمبر عام 2019، وحتى الآن، إلى جانب عملها كسفيرة غير مقيمة لحكومة المكسيك في كُلّ من مالي والسنغال وساحل العاج وغينيا بيساو.

## لمحة تاريخية
بدأت حكومة جمهورية المكسيك في إقامة علاقات دبلوماسية مع المملكة المغربية في 31 أكتوبر عام 1962، أي بعد قرابة ست سنوات من استقلال المغرب عن فرنسا. وفي عام 1990، أنشأت المكسيك لأول مرة سفارة لها في مدينة الرباط، قبل ذلك العام كانت سفارة المكسيك لدى البرتغال، والتي يقع مقرها في العاصمة البرتغالية لشبونة، هي السفارة المعتمدة من الحكومة المكسيكية لكي تضطلع بمهام التمثيل الدبلوماسي للمكسيك في المملكة المغربية.

## قائمة سفراء جمهورية المكسيك بالمغرب
| السفير                       | تاريخ التعيين  | تاريخ انتهاء المهام |
| مابيل ديل بيلار غوميز أوليفر | 15 نوفمبر 2019 | حتى الآن            |